# Azendohsaurus
Azendohsaurus é um gênero de Archosauromorpha herbívoro do fim do período triássico, e deve o seu nome ao povoado de Azendoh, em Marrocos (norte de África), onde foram encontrados os primeiros restos. Media apenas 2,8 m, o seu corpo era ligeiro, tinha uma longa cauda e compridas patas traseiras.
O holotipo A. laaroussi, descrito por J. M. Dutuit em 1972, é conhecido apenas por um fragmento parcial da mandíbula com alguns dentes. Azendohsaurus foi inicialmente considerado um dinossauro, ou um ornitísquio ou um prossaurópode, mas a partir da análise de novos vestígios descobertos em Madagáscar levaram a sua reclassificação como arcossauromorfo não-arcossauriforme, devendo seus caracteres craniodentais similares aos dos dinossauros herbívoros a evolução convergente (Irmis et al., 2007; Flynn et al., 2008).